# 林新義
林新義（1953年—），台灣木雕藝術家，排灣族人，族名：Drangadnag 拉阿浪，現居於台灣台東縣達仁鄉新化部落。

## 簡介
林新義出生於台東縣達仁鄉新化部落，因參加民政廳舉辦木雕訓練班，而與木雕結緣，後來又進入臺灣省手工業研究所（國立台灣工藝研究發展中心前身）進修雕刻，以第一名結業。林新義早年從佛像雕刻入行，前往苗栗三義跟洪紹云老師學習佛像雕刻，後又拜師布袋戲偶大師許獻章門下，學習人物臉部雕刻，技藝更上一層樓。
1995年時，林新義開始思索自己作為原住民也該對文化善盡心力，在離鄉四十年後重回故土，木雕題材回歸原住民文化傳統，由於曾從事佛像雕刻多年，林新義與其他風格粗獷的原住民雕刻家不同，他的作品風格講究細膩寫實，在各項木雕賽中迭獲佳績，更被國立台灣工藝研究發展中心肯定，列定為工藝之家。

## 展演記錄
- 1998年　國父紀念館「台東縣原住民文物特展」
- 2000年　台東縣立體育場「21世紀原貌雕現木雕」聯展
- 2000年　台東美展邀請作家「紋面國寶」
- 2003年　總統府文化藝廊「台東地方工藝展」聯展
- 2003年　洛杉磯台灣工藝展
- 2010年　原委會邀請個展

## 得獎記錄
- 1997年　台東美展工藝類優選「舅舅」
- 1998年　台東美展工藝類入選「新化村村長」
- 1999年　屏東縣原住民木雕比賽首獎
- 1999年　台灣區木雕藝術創作比賽銅牌奬
- 2000年　台灣區木雕藝術創作比賽第三名
- 2001年　屏東縣原住民木雕獎立體類佳作「百步蛇傳人」；平面類優選「佛曉」
- 2002年　台灣區木雕藝術創作比賽入選
- 2002年　屏東縣原住民木雕獎立體類優選「賽夏矮靈祭」
- 2003年　行政院農委會林務局漂流木雕刻比賽入選

## 資料來源
- 國立台灣工藝研究發展中心--林新義[永久]
- 台灣工藝生活美學概念館--林新義[永久]